# Kostas Panagiotoudis
Kostas Panagiotoudis, född 3 december 1994 i Lagina, Thessaloniki, Grekland, är en grekisk fotbollsspelare som spelar som mittfältare för PAOK FC i Grekiska Superligan. Han började sin karriär som ungdomsspelare i PAOK FC.